# Kornice (Pietrowice Wielkie)
Kornice (deutsch Kornitz) ist ein Ort in der Landgemeinde Pietrowice Wielkie (Groß Peterwitz) im Powiat Raciborski der Woiwodschaft Schlesien in Polen.

## Geografie

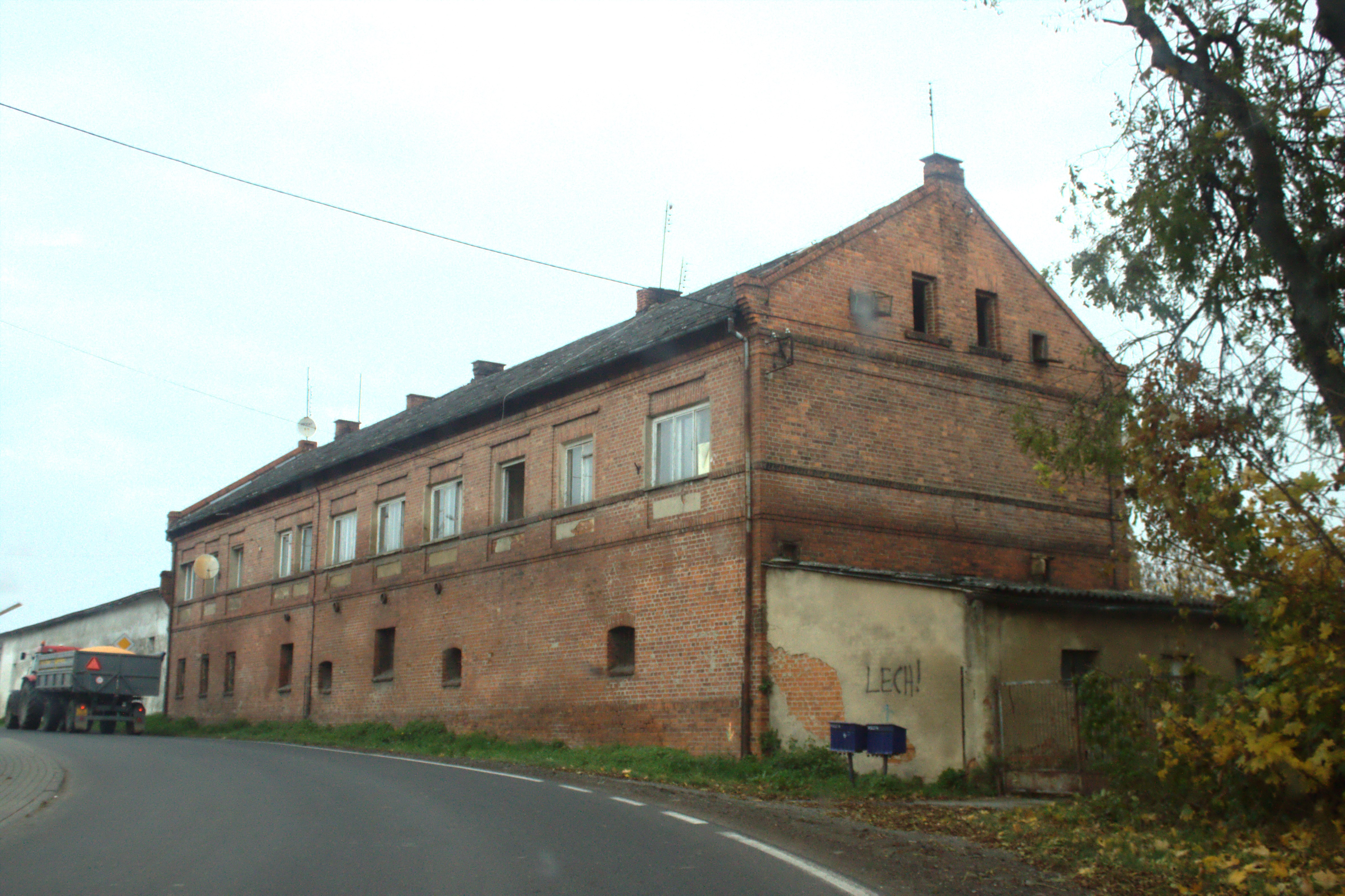
Gutshofgebäude

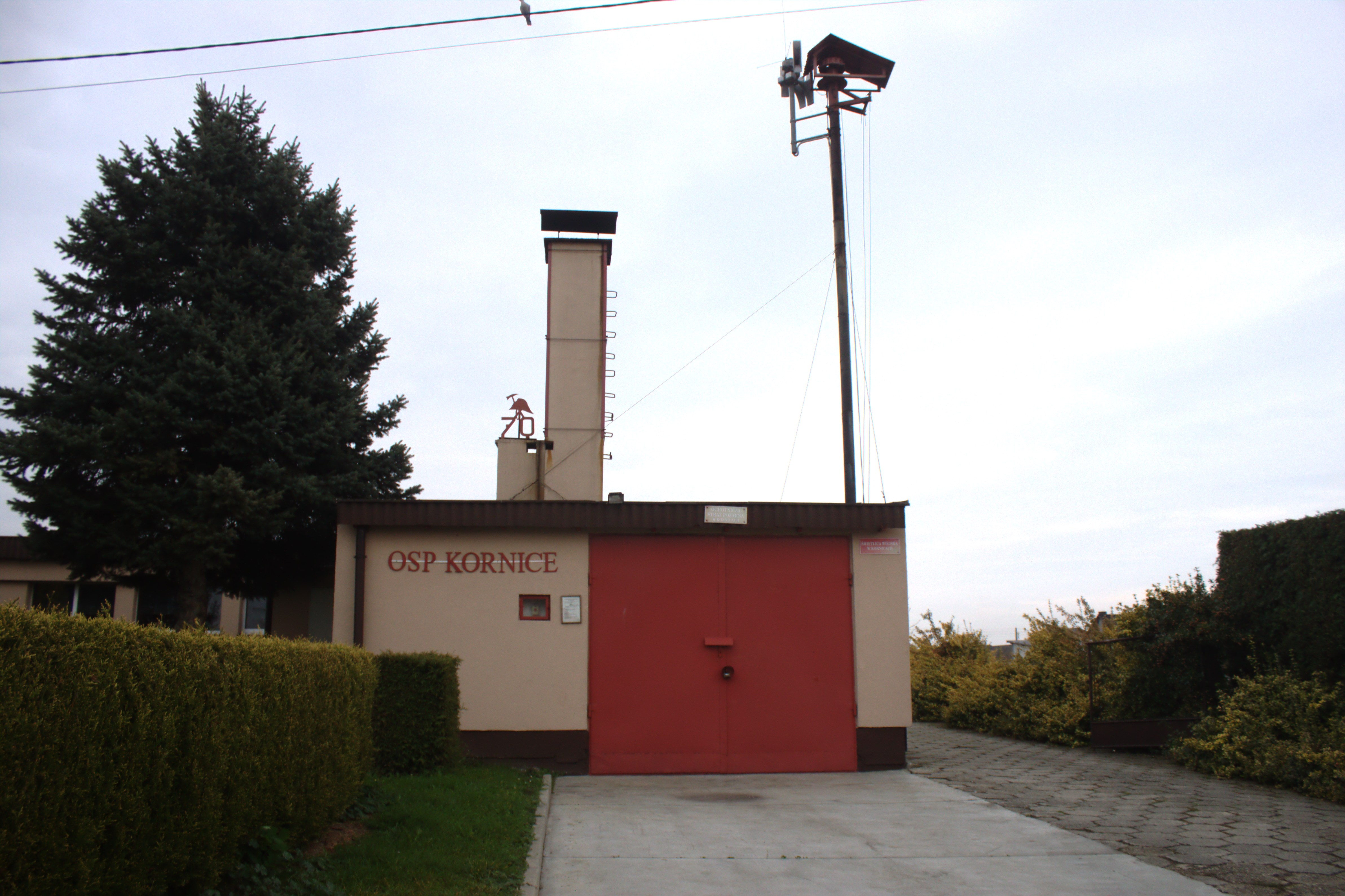
Feuerwehrhaus

Kornice liegt drei Kilometer östlich von Pietrowice Wielkie (Groß Peterwitz), neun Kilometer westlich von  Racibórz (Ratibor) und 66 Kilometer westlich von Kattowitz in der Nähe der Landesgrenze zu Tschechien.

## Geschichte
Der Ort entstand spätestens im 13. Jahrhundert. 1283 wurde der Ort erstmals urkundlich erwähnt. 1295–1305 wurde der Ort im Liber fundationis episcopatus Vratislaviensis (Zehntregister des Bistums Breslau) urkundlich als „Cornica“ erwähnt.
Der Ort wurde 1784 im Buch Beytrage zur Beschreibung von Schlesien als Korni(t)z erwähnt, gehörte einem Grafen von Bernini und lag im Fürstentum Ratibor. Damals hatte er 185 Einwohner, ein Vorwerk, eine Mühle, eine Bleiche, 30 Gärtner und fünf Häusler. 1865 bestand Kornitz aus einem Dominium und einer Rustikalgemeinde. Zum Polizeibezirk Kornitz gehörten zudem die Dominialvorwerke Neuhof und Paulshoff und die Kolonie Sechshäuser. Das Dominium war seit 1835 im Besitz des Dr. med. Wilhelm von Eickstedt und betrieb Torfstich und hielt eine Herde mit Merinoschafen. Der Ort hatte zu diesem Zeitpunkt 22 Gärtnerstellen und 16 Häuslerstellen, sowie eine Wassermühle und zwei Kretschmer (Gastwirte). Die Schule befand sich in Janowitz, da aber der Weg sehr beschwerlich war, wurde in den Wintermonaten vor Ort in einem gemieteten Raum unterrichtet.
Bei der Volksabstimmung in Oberschlesien am 20. März 1921 stimmten vor Ort 133 Wahlberechtigte für einen Verbleib Oberschlesiens bei Deutschland und 79 für eine Zugehörigkeit zu Polen. Auf dem Gut stimmten 62 für Deutschland und drei für Polen. Kornitz verblieb nach der Teilung Oberschlesiens beim Deutschen Reich. Bis 1945 befand sich der Ort im Landkreis Ratibor.
1945 kam der bis dahin deutsche Ort unter polnische Verwaltung und wurde anschließend der Woiwodschaft Schlesien angeschlossen und ins polnische Kornice umbenannt. 1950 kam der Ort zur Woiwodschaft Oppeln, 1975 zur Woiwodschaft Kattowitz und 1999 zum wiedergegründeten Powiat Raciborski und zur Woiwodschaft Schlesien.

## Bauwerke und Denkmale
- Die römisch-katholische Nepomukkapelle, erbaut im 18. Jahrhundert. Im Inneren eine barocke Figur des heiligen Johannes von Nepmok. 2011 wurde die Kapelle vergrößert.[5][6]
- Der Park des ehemaligen Schlosses mit altem Baumbestand sowie einem Skatepark, einem Jugendplatz und Wanderpfaden.
- Schlossruine
- Steinerne Wegkreuze
- Gebäude des früheren Gutshofs
- Gutsspeicher
- Denkmalgeschützte Baumallee aus Eichen, die einst vom Schloss bis zum Vorwerk in Paszów führte.

## Kultur
Zum Johannistag wird am Abend im Schlosspark das Johannisfest gefeiert.